# Fernand Dresse
Fernand Dresse, né le 18 avril 1916 à Charleroi et mort le 27 mai 1993 dans la même ville, est un artiste peintre belge de portraits, figures, paysages de la région de Charleroi, et de composition de fleurs. Il réalise aussi du mobilier d'intérieur.

## Biographie
Fernand Dresse est né le 18 avril 1916 à Charleroi.  
Il est formé par Henri Van Haelen à l'Académie royale des beaux-arts de Bruxelles en 1932 et par Louis Buisseret à l'Académie royale des beaux-arts de Mons de 1932 à 1935. 
Il obtient le prix des Artistes à la Société nationale des Beaux-Arts de Paris et le prix de la ville de Deauville. Il participe à Paris aux salons des Indépendants, au Salon Comparaisons, au Salon d'Automne, au Salon d'Art Wallon Contemporain de Charleroi et au Cercle artistique de Charleroi. 
Dans le Dictionnaire biographique illustré des artistes en Belgique depuis 1830, il est décrit comme un « portraitiste cruel et lucide en crée des climats psychologiques. La rigueur de la composition de ses paysages industriels et ses natures mortes poétiques révèlent une personnalité attentive et remarquable. ». Il réalise aussi objets de design d'intérieur tels que des luminaires et tables de salon. 
Fernand Dresse est mort le 27 mai 1993 dans sa ville natale.